# Tuffi ai XX Giochi del Commonwealth - Piattaforma 10 metri maschile
Il concorso dei tuffi dalla piattaforma 10 metri maschile dei Giochi del Commonwealth di Glasgow 2014 si è svolto il 2 agosto 2014.

## Risultati
In verde sono indicati i finalisti
| Class | Atleta             | Preliminare | Preliminare | Finale | Finale |
| Class | Atleta             | Punti       | Class       | Punti  | Class  |
| ----- | ------------------ | ----------- | ----------- | ------ | ------ |
|       | Tom Daley          | 488.85      | 1           | 516.55 | 1      |
|       | Ooi Tze Liang      | 419.50      | 5           | 433.70 | 2      |
|       | Vincent Riendeau   | 440.10      | 4           | 429.25 | 3      |
| 4     | Matthew Mitcham    | 450.80      | 2           | 420.00 | 4      |
| 5     | Maxim Bouchard     | 441.50      | 3           | 399.20 | 5      |
| 6     | James Denny        | 408.40      | 6           | 397.65 | 6      |
| 7     | Domonic Bedggood   | 390.25      | 8           | 397.55 | 7      |
| 8     | Fengyang Li        | 391.70      | 7           | 379.95 | 8      |
| 9     | Matthew Dixon      | 365.65      | 10          | 366.15 | 9      |
| 10    | Chew Yiwei         | 367.15      | 9           | 358.55 | 10     |
| 11    | Siddharth Pardeshi | 256.65      | 11          | 258.30 | 11     |